# Microsynanthedon
Microsynanthedon là một chi bướm đêm thuộc họ Sesiidae.

## Các loài
- Microsynanthedon ambrensis  Viette, [1955]
- Microsynanthedon setodiformis (Mabille, 1891)
- Microsynanthedon tanala  Minet, 1976